# Пулковские высоты
Пу́лковские высо́ты — цепь холмов, расположенных на юге современной территории Санкт-Петербурга и тянущихся на юго-запад, северная терраса  Ижорской возвышенности. На самом высоком холме — Пулковской горе — расположена Пулковская обсерватория.
Пулковские высоты — северная кромка Ижорской возвышенности, часть нижнего уступа Балтийско-Ладожского глинта, сложенного кембрийскими глинами, перекрытыми ледниковыми наволоками. Представляют собой длинную гряду, протянувшуюся с запада на восток от бывшей деревни Финское Койрово до микрорайона Большое Кузьмино (Пушкин) (северная часть Пушкина). Образуют эту гряду три слившиеся воедино холма. Самый высокий из них — средний, его высота над уровнем моря 75 метров.
Это Пулковская гора, на которую с востока поднимается Пулковское (Киевское) шоссе. Ещё восточнее к Пулковской горе примыкает высота 58,0, на которой видны постройки бывшего Пулковского отделения совхоза «Шушары» (нынешнее название — Микрорайон Пулковское) и здания нового выставочного центра Экспофорум. От Пулковской горы отделяет их речка Пулковка и Пулковское водохранилище, а на западе Пулковских высот возвышается Глиняная горка (66,9 метров над уровнем моря), увенчанная радиолокаторами аэропорта «Пулково».
Название «Пулковские Высоты» планируется присвоить проектируемой железнодорожной платформе вблизи «Экспофорума».

## История и современность
Во времена неолита (примерно 7500—5000 лет назад) Пулковские высоты являлись берегом Литоринового моря. Его дно представляет собой современная Приневская низменность с раскинувшимся на ней Санкт-Петербургом. Древнее море постепенно отступало и заняло место нынешнего Балтийского моря. По всей видимости, данные места изобиловали непроходимыми лесами и болотами. Густой лес покрывал и Пулковские высоты, но его постепенно вырубали.
В XVIII веке у подножия Пулкова располагались деревни Галлерово, Толмачёво, Пески, Нижнее и Верхнее Коерово, Камень, Кискино, Глиняная Горка, а на месте микрорайона Пулковское — деревня Пулково, основанная в 1714 году при Пулковской мызе. Через Пулково шла дорога из Копорья в Ладогу. Местность вокруг Пулковской горы имеет историческое название Дальняя Рогатка.
Господствующее положение Пулковских высот, позволяющее вести наблюдение за прилегающим районом вплоть до Санкт-Петербурга, определило их важное значение в боевых действиях во время Гражданской 1918—1920 и Великой Отечественной 1941—1945 войн.
31 октября (13 ноября) 1917 года в районе Пулковских высот были разбиты войска генерала П. Н. Краснова, наступавшие на Петроград с целью подавления Октябрьского вооружённого восстания, 18—20 октября 1919 года Красная Армия остановила у Пулковских высот белогвардейские войска генерала Н. Н. Юденича, а 21—26 октября в ожесточённых боях разгромила их.
Во время Великой Отечественной войны 13 сентября 1941 года немецкие войска подошли к Пулковским высотам, где до 23 сентября происходили упорные бои, в которых врагу не удалось прорвать оборону советских войск; стабилизировавшаяся (до января 1944 года) линия фронта прошла у подножия Пулковских высот.
В 1967 году на 20-м километре Киевского шоссе установлен мемориальный комплекс «Пулковский рубеж» (бетон, мозаика, архитектор Я. Н. Лукин, скульптор Л. Л. Михайлёнок, живописец-монументалист А. П. Ольхович).
В настоящее время район Пулковских высот страдает от накопившихся бытовых отходов на мусорном полигоне (Южная свалка) и неконтролируемой застройки крупными жилыми и деловыми кварталами. Если ситуация не изменится, то через 5—10 лет будет застроена почти вся территория Пулковских высот, что угрожает деятельности Пулковской обсерватории.